# Tricofoliculoma

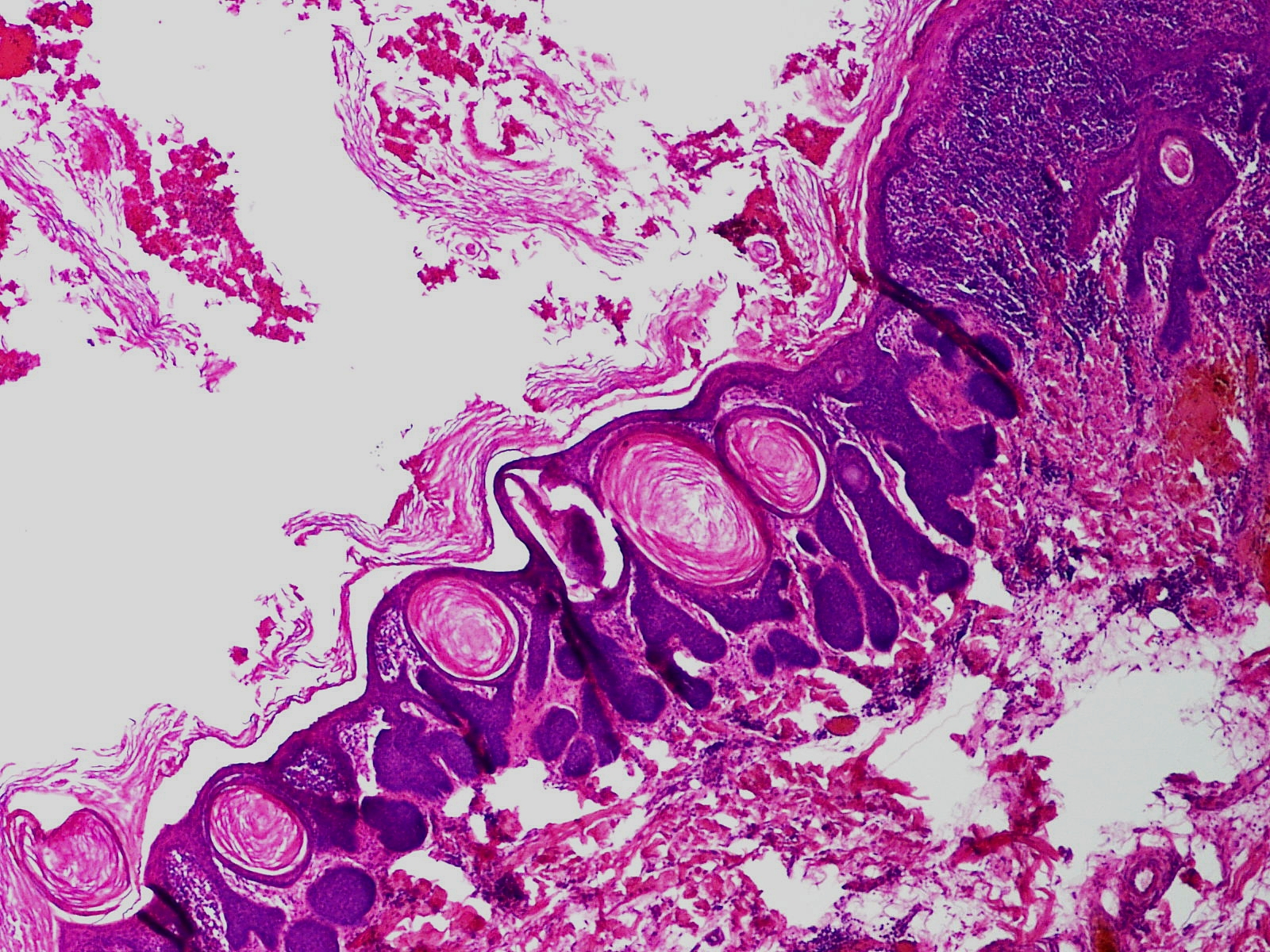
El Tricofoliculoma se presenta como un crecimiento o masa (nódulo solitario hemisférico) de color rojizo con un poro central o un punto negro que puede contener un mechón de pelo.

El tricofoliculoma es un tumor benigno de la piel derivado de los folículos pilosos. Es un hamartoma con diferenciación folicular de donde emergen pequeños vellos dirigidos de manera que forman un penacho de pelos o un mechón de lana. Clínicamente se caracteriza por una lesión nodular umbilicada de la cual emergen pelos inmaduros a lo que se ha denominado signo de "Pinkus" asociado al signo de la "bolsa de algodón", caracterizado porque al depilar las pestañas inmaduras éstas seguían emergiendo como quien toma algodón de una bolsa a diferencia de un folículo piloso normal donde al depilar la pestaña el folículo pierde el pelo.